# Stitchcombe
Stitchcombe – przysiółek w Anglii, w Wiltshire, w dystrykcie (unitary authority) Wiltshire. Stitchcombe jest wspomniana w Domesday Book (1086) jako Stotecome.